# Кондиционирование
Кондиционирование (от лат. conditions (conditionis) — условие, состояние) — процесс приведения чего-либо (например, товара, продукта, изделия) в соответствии с установленными нормами (стандартам) качества или к какой-либо кондиции.
Частным примером кондиционирования может служить кондиционирование воздуха, то есть автоматическое поддержание в закрытых помещениях или транспортных средствах всех или отдельных параметров воздуха (температуры, относительной влажности, чистоты, скорости движения воздуха) с целью обеспечения оптимальных климатических условий, наиболее благоприятных для самочувствия людей, ведения технологического процесса, обеспечения сохранности ценностей. Прибор для кондиционирования воздуха — кондиционер.
Другой частный пример кондиционирования — кондиционирование зерна. Во время кондиционирования зерна оно обрабатывается при помощи тепла и воды, посредством чего зерно изменяет свои свойства, происходит улучшения его качеств, оно становится удобнее в использовании. Устаревший прибор для кондиционирования зерна — кондиционный прибор Талабо-Персо.
Кондиционирование играет существенную роль в обеспечении качества и безопасности продукции во множестве отраслей экономики. Грамотное кондиционирование способствует сохранению свежести, увеличению срока годности и повышению конкурентоспособности товаров и продукции, что является ключевым фактором успешного функционирования различных производственных и торговых процессов.